# Fantasie nr. 1 (Saint-Saëns)
Fantasie in Es groot voor orgel is een compositie voor orgel van de Franse componist Camille Saint-Saëns uit het jaar 1857. Het werk heeft géén opusnummer.
Deze orgelfantasie is afkomstig uit Saint-Saëns jongere jaren waarin Saint-Saëns nog muziekstudent was en tevens organist was van de kerk van Saint-Merry in Parijs. Uit het werk valt goed af te leiden wat voor briljante kwaliteiten de componist had.

## De muziek
De fantasie begint met een lang, aangehouden akkoord welke een warme, lieflijke openingsmelodie opent. De luchtige openingsmelodie geeft gelijk aan waarvoor het stuk bedoeld was: puur ter vermaak. De melodie wordt in hoge tonen herhaald waarna een tweede variatie op de melodie volgt. Een dalende passage leidt weer tot een kleine herhaling van de openingsmelodie, tot er een luid akkoord wordt gespeeld dat een nieuwe passage opent. De muziek wordt formeler en serieuzer. Op dit tweede thema volgen nog een aantal variaties. Het werk eindigt met de uitgebreide openingsmelodie.